# Bitwa pod Ujściem (1655)
Bitwa pod Ujściem rozegrała się w dniach 24-25 lipca 1655 roku.

## Wstęp
W 1655 roku Szwecja rozpoczęła wojnę z Rzecząpospolitą, a pretekstem były pretensje Jana Kazimierza do tronu szwedzkiego. Dogodną okolicznością dla Szwedów było prowadzenie w tym czasie przez Rzeczpospolitą na wschodzie kraju obrony przed ofensywą moskiewsko-kozacką podczas IV wojny polsko-rosyjskiej.
Arvid Wittenberg po dokonaniu 5 lipca przeglądu swej armii pod Szczecinem ruszył w kierunku polskich granic. Przed dotarciem do polskiej granicy wysłał do stojących pod Ujściem wojsk trębacza z żądaniem kapitulacji.
21 lipca, pod Siemczynem w pobliżu Czaplinka, armia feldmarszałka Arvida Wittenberga przekroczyła granicę polską. Wittenberg prowadził ok. 17 tys. żołnierzy i 72 działa.

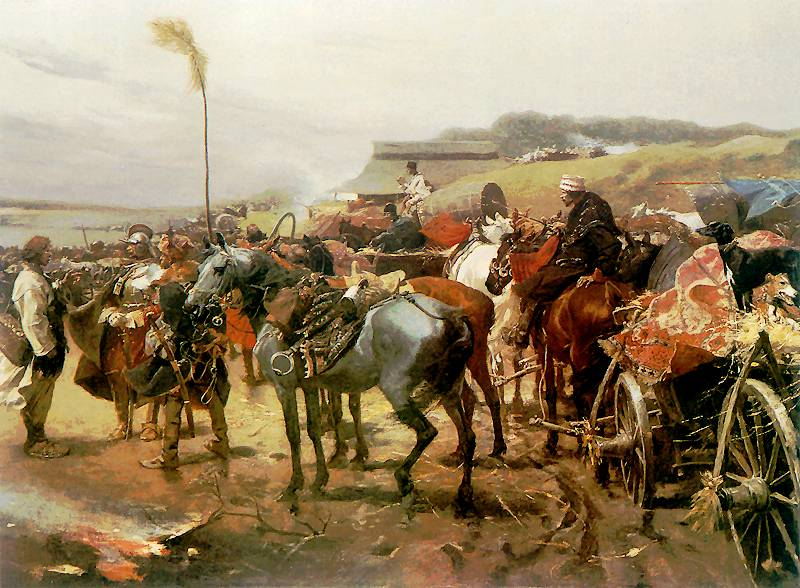
Józef Brandt, Pospolite ruszenie u brodu

Pod Ujściem nad Notecią zbierało się pospolite ruszenie szlachty wielkopolskiej (ok. 13 tys.) i 1400 żołnierzy piechoty łanowej. Na naczelnego wodza sił wielkopolskich wyznaczony został podskarbi wielki koronny Bogusław Leszczyński. Nie podjął się jednak zadania i, wymówiwszy się chorobą, wyjechał do Wrocławia. Ostatecznie dowództwo sprawowali wojewoda poznański Krzysztof Opaliński i kaliski Andrzej Karol Grudziński. Dowódcą piechoty łanowej był rotmistrz Władysław Michał Skoraszewski. Zadaniem zgromadzonych sił wielkopolskich była obrona przepraw na Noteci, by dać czas na przybycie sił głównych dowodzonych przez króla Jana Kazimierza.
Przeprawa pod Ujściem miała znakomite walory obronne. Północny brzeg Noteci był bagnisty. Mostów na Gwdzie i Noteci bronił trudno dostępny szaniec na kępie.

## Opór piechoty łanowej
24 lipca korpus Wittenberga dotarł do Ujścia. Pierwsze wezwanie Szwedów do kapitulacji Polacy odrzucili, obsadzając przy tym przeprawy przez rzekę i zajmując tym samym dogodną pozycję do obrony, która trochę niwelowała ogromną przewagę armii szwedzkiej w wyszkoleniu i sile ognia. Wittenberg ustawił działa naprzeciw polskich szańców i rozpoczął kanonadę. Piechota łanowa, wspomagana przez ochotników, przez pięć godzin broniła swych pozycji, które osłaniały mosty przez Gwdę i Noteć. Gdy broniącej kępy piechocie łanowej skończyła się amunicja, Grudziński wydał rozkaz ewakuowania załogi z szańców, oddając Szwedom kępę.
Szwedzi zainstalowali tam swoje działa i rozpoczęli ostrzał artyleryjski jazdy polskiej zgromadzonej na przeciwległym brzegu Noteci. W tym czasie, 4 km w górę rzeki, szwedzki oddział jazdy opanował przeprawę pod Dziembowem. Przez most przerzucono regiment gwardii pieszej. Na wieść o rysującym się oskrzydleniu w obozie polskim wybuchł popłoch. Dowództwo okazało skłonność do rokowań.

## Kapitulacja
25 lipca podpisany został akt kapitulacji Wielkopolski, uznający zwierzchnictwo szwedzkiego króla. Ze strony polskiej akt podpisali: wojewoda poznański Krzysztof Opaliński, wojewoda kaliski Andrzej Karol Grudziński, kasztelan międzyrzecki Paweł Gembicki, kasztelan krzywiński Maksymilian Miaskowski oraz Andrzej Słupecki. Po podpisaniu kapitulacji cała szlachta, z której składało się wielkopolskie pospolite ruszenie, zaproszona została na wystawną ucztę mającą uczcić szwedzkie panowanie.
Podpisany dokument przekazywał Karolowi Gustawowi pełną władzę nad województwami poznańskim i kaliskim, całość dóbr państwowych i kościelnych oraz miasta. Szwedzi uzyskali prawo do zaciągania piechoty. Szlachta otrzymała gwarancję swych swobód, a na urzędy powoływać miano tylko Polaków.
Biorąc pod uwagę niski poziom wyszkolenia wielkopolskiego pospolitego ruszenia, utrzymanie linii Noteci, pomimo dogodnej do obrony pozycji, było w oczywisty sposób niemożliwe. Jednak dłuższy i bardziej zacięty opór mógł skłonić Szwedów do poszukania bardziej odległych przepraw, a to z kolei dałoby czas Wielkopolanom na odwrót w kierunku Torunia i połączenie swych sił z pospolitym ruszeniem Prus Królewskich. Wittenberg nie ścigałby ich, gdyż musiał wykonywać rozkazy królewskie, zgodnie z którymi miał maszerować na Poznań, by opanować linię Warty i tam czekać na armię królewską. To mogło wojskom polskim dać czas na zorganizowanie obrony.

## Konsekwencje kapitulacji Wielkopolan
Kapitulacja wojsk wielkopolskich całkowicie zmieniła sytuację, otwierając Szwedom drogę w głąb kraju, który niemal całkowicie pozbawiony był obrony z powodu zaangażowania wojsk koronnych w wojnie z Moskwą i Kozakami. Jednak Wittenberg zgodnie z pierwotnymi planami zajął bez walki 31 lipca Poznań i ruszył w stronę Środy, gdzie założył obóz i czekał na przybycie armii Karola Gustawa.
Zebrane pod Ujściem oddziały polskie rozprzęgły się i w większości rozeszły po kraju. Część, która pozostała, została oddana pod komendę Hieronima Radziejowskiego.
Wiadomość o kapitulacji pod Ujściem dotarła do Warszawy 31 lipca, czyniąc przygnębiające wrażenie, tym bardziej, że wojska moskiewskie podjęły także kolejną ofensywę zajmując Mińsk. Król Jan Kazimierz wysłał do cesarza błagalną prośbę o pomoc, a 2 sierpnia gotów był nawet oddać mu koronę polską.

## Literatura
- Wawrzyniec Jan Rudawski, Historja Polska od śmierci Władysława IV aż do pokoju Oliwskiego t. 1, Petersburg Mohylew, 1855, s. 284 - 289
- Ludwik Kubala, Wojna szwecka w roku 1655 i 1656 : z 19 rycinami Lwów, 1914, seria: „Szkice Historyczne” 4
- Paweł Jasienica, Rzeczpospolita Obojga Narodów. Calamitatis Regnum, Państwowy Instytut Wydawniczy, Warszawa 1985, ISBN 83-06-01093-0
- Leszek Podhorodecki, Rapier i koncerz, Warszawa 1985, ISBN 83-05-11452-X, str. 243-246